# Szabó Endre (író)
Szabó Endre (Nagytoronya, 1849. június 2. – Budapest, Ferencváros, 1924. február 4.) költő, író, hírlapíró, műfordító. A Petőfi Társaság tagja. Szabó Kálmán tanító testvérbátyja.

## Pályája
Szabó András (Endre) és Bajzat Zsuzsanna fiaként született. Apját, aki Nagytoronyán előbb tanító, később gazdatiszt volt, hatéves korában elvesztette; apja barátainál nevelkedett. Késmárkon, majd Sárospatakon tanult, a sárospataki református főiskolán jogot végzett. Már ekkor feltűnt nyomtatásban megjelent három szatírájával. Sárospatakon ismerkedett meg Szemere Miklóssal, aki a fiatal költő becsvágyát serkentette. Iskolái befejezése után Gálszécsen volt joggyakornok, majd önkéntesként szolgált Kassán, míg végül 1874 decemberében a fővárosba juthatott. Szemere Miklós tört neki utat az irodalomban, a Baloldal című lapban ismertette egy hazafias költeményét. Attól kezdve a Vasárnapi Ujságban, a Magyarország és Nagyvilágban, a Családi Körben és más lapokban sűrűn jelentek meg költeményei. Sikerei hatása alatt abbahagyta a jogi pályát és az Üstökös munkatársa lett. 1877-ben az akkor alakult Petőfi Társaság megválasztotta tagjai sorába, Jókai Mór pedig megbízta az Üstökös szerkesztésével. Emellett Toldy István Nemzeti Hírlapjának munkatársa volt, 1881–1882-ben pedig a Hon irodalmi és színházi rovatát vezette. 1882-ben az Üstökös az ő tulajdonába ment át és a lapnak felelős szerkesztője is volt. 1880. augusztus 7-én Gyulán feleségül vette Nogáll Janka írónőt. Az esketést a menyasszony atyai nagybátyja Nogáll János fölszentelt püspök végezte Göndöcs Benedek kígyósi apát és gyulai esperes-plébános és az egész helybeli klérus segédkezése mellett. Felesége alig egy évvel élte őt túl.

## Munkássága
Mint ember és mint költő az 1870-es évek merész titánjai közé tartozott. Tüntetett hitetlenségével. Papramorgó versei a szabadgondolkodó körökben népszerűvé tették személyét, a vallásos emberek felháborodva beszéltek kifakadásairól. Később nyersesége enyhült, kötekedő hajlama kisebb lett, ízlése csiszolódott. Költészetének az elmésség, a humor és a szatíra az egyik legfőbb erőssége. Ki nem állhatta a „byronizmust” és „heineizmust”, magyar akart lenni testestül-lelkestül; őszinte, közvetlen. Haragosan ostorozta a képmutatást, a gőgöt, kíméletlenül támadta a hatalmukkal visszaélőket; az igazság védelmezésében többször megsértette az igazságot. Politikai szatírái hamar elavultak, de humoros életképei között igazi költői alkotások is vannak.
Műfordítói munkássága külön érdeme. Fordított németből, franciából, de legtöbbet oroszból. Többször járt Oroszországban; mint rutén vidékről való kárpátaljai ember, a rutén nyelv segítségével könnyen megtanulta Puskin nyelvét. Irodalmunkban ő kezdte meg az orosz költőknek eredeti szövegekből való nagyobb méretű fordításait, ezzel új világot tárt a magyar közönség elé. Regényírókat, novellistákat és számos lírikust szólaltatott meg magyar nyelven, Dosztojevszkij sok művének fordítása fűződik nevéhez. Fordításai a hűségen kívül sikerrel éreztették az orosz írók hangulatát is. Írt esszéket a Nyugatba, a Budapesti Szemlébe (A panszlavizmusról), a Magyar Szalonba (Nyekraszovról, Puskinról és más orosz költőkről).
„Az ő fordításait a magyar irodalom kincsei közé sorozom.” – írta Füst Milán 1921-ben.
Cikkei, költeményei a következő hírlapokban, folyóiratokban és albumokban: Figyelő (1876. költ.), Igazmondó (1877. két beszély), Petőfi-Társaság Lapja (1877-78. költ.), Koszorú (1879., 1881-82. költ.), Képes Családi Lapok (1881., 1884-87., 1891. költ. és ford. oroszból), Petőfi-Album (Petőfi az oroszoknál), Pesti Hirlap (1889. 188. sz. beszély Turgenyev után, 1898. 248. sz. Tolstoj Nikolajevics Leo gróf), M. Szalon (1891. Maeterlinck Moric, belga író), Hazánk (1893. 5. sz. Irodalmi kórság: A szimbolizmus), Írók és művészek (1894. költ.), M. Ujság (1896. 321. sz. Irók hiúsága), A Hét (1899. Puskin, A könyvárus és a költő, ford. Nulin gróf), Budapesti Napló (1901. 79. sz. Tolstoj K. Elek, A rabok, ford. 1902. 76. sz. Tolstoj Alexis, A farkasok, ford.), Pesti Napló (1903. 54. sz. Beszéd versről és prózáról), Jövendő (1903. Catullus verseiből, Martialis I-VIII.), Az Ujság (1905. 357. sz. Juvenalis VI. satyrájából), Budapesti Hirlap (1906. 354. sz. Kossuth Lajos Londonban) sat.
Ezenkívül temérdek aktuális vezérverset írt az Üstökösbe. Szerkesztette a Hunyadi-Albumot (Bpest, 1878.) Szathmáry Györggyel együtt. Munkatársa volt A Pallas nagy lexikonának, melybe az orosz irodalomra vonatkozó cikkeket írta.
Álnevei: Lantos Sebestyén, Pesti Pista, Pesti Lénárt, ifjabb Kakas Márton, Veres barát és Sz. E. (a Képes Családi Lapokban).

## Munkái
- Három szatira. Sárospatak, 1872.
- Költeményei. Bpest, 1876. arck. (Ism. P. Napló 181. sz. esti k., Erdély 34. sz. Uj Idők 32. sz.)
- Újabb költeményei. Uo. 1880. (Ism. Hon 77. sz., Koszorú.)
- Három víg beszély. Humoros versek. Esztergom, év n. (Mulattató Zsebkönyvtár 25.)
- Hogy jöttek be a magyarok. Irta Lantos Sebestyén diák. Bpest, év n. (Jó Könyvek 20.)
- Szilágyi és Hajmási. Históriás ének. Irta Lantos Sebestyén diák. Uo. év n. (Jó Könyvek 33.)
- A kardos menyecske. Regény. Uo. 1887. (Pallas Könyvtár II. 3.)
- Hét szilvafa. Regény. Uo. 1887.
- A szusz. Humorisztikus regény. Bpest, 1888. (Ism. Irod. Értesítő 20. sz.)
- Girigáré. Humoreszkek, tréfák, mindenféle bomlott históriák. Irta, nyírta. Uo. 1888. (Ism. Irod. Értesítő 4. sz.)
- Zsebbe való orosz nyelvtan. Bpest, 1888.
- Sírva vigadók. Szatirikus regény. Uo. 1889.
- Bűn és bűnhődés. Dosztojevszkij regénye. Uo. 1888. (és 1907. Uo. Ism. Vasárnapi Ujság 44. sz.)
- Mujkosék kalandjai szárazon és vizen, összeszedte ifj. Kakas Márton. Uo. 1890.
- Dalok 1875-1891. Uo. 1892.
- Orosz költők. (Műfordítások.) Uo. 1892.
- Mujkosék Naptára az 1893. évre. (Az Üstökös Évkönyve.) Szerkeszti ifjabb Kakas Márton. IV. évfolyam. Uo. 1893.
- Mujkosék Évkönyve 1895-re. Zsuzsa néni engedelmével közre adják Mujkos Demeter és György. Uo. 1895.
- A párbaj. (Csehov regénye.) Uo. 1896.
- Mujkosék kalandjai. Uo. 1897.
- Vezeklés. Uo. 1898. (Ism. Nemzet 131., M. Kritika 11. sz.)
- Népies elbeszélések Tolsztoj Leótól. Uo. 1899.
- Négy orosz költő Uo. 1900. (Ism. M. Nemzet 292., Szegedi Napló 42., M. Szemle 10., 11., sz., Irod. Tájékoztató III. 2. sz.)
- Zápor. Költemények 1890-1900. (Ism. A Hét 49., Bud. Napló 312., M. Szemle 13., Magyarország 1902. 2. sz.)
- Gróf Tolsztoj Leo, A sötétség országa. Orosz népdráma 5 felv. Uo. 1901. (M. Könyvtár 264-265.)
- A fenomén. Regény. Budapest, 1901.
- Sírva vigadók. Regény. Uo. 1905. (Érdekes Könyvtár kiadóhivatala.)
- Az ördöngősök. Regény. Irta Dosztojevszkij M. Tivadar. Ford. Uo. 1908. (Előbb a Pesti Hirlapban.)
- Derű-ború. Versek. Budapest, 1908.
- A tulipán. Regény. Budapest, 1911.
- Villámlások. Versek. Budapest, 1919.
- Cigányvilág. Anekdóták. Budapest, 1920.